# Xtree
XTree ist ein „baum“-orientierter Dateimanager für DOS.

## DOS
Die erste Version, die seit 1983 programmiert worden war, wurde am 1. April 1985 auf der San Francisco West Coast Computer Faire der Öffentlichkeit vorgestellt. Im November 1985 vergab die Computerzeitung PC Magazin den Preis „Editors Choice Award“ an Xtree. 1987 wurde die Version XtreePro und 1990 XtreeProGold veröffentlicht. Bei beiden handelt es sich um Weiterentwicklungen.

## Windows
1993 kaufte Central Point die Firma Executive Systems Inc. (ESI) auf und damit auch die Software XTree. Das Programm sollte Bestandteil der PC-Tools für Windows 3.0 werden. Durch den Verkauf der Firma an Symantec erschien nur noch eine Einzelversion. Die Version 4.0 für Windows ließ sich im normalen Dateimanager- und im XTree-Modus betreiben. 
Einzelne Features, wie das Erkennen des Dateiformates im Betrachter auch bei Verwendung einer falschen Dateiendung und die optionale Behandlung von Archiven als Verzeichnis, sind auch heute noch nur vereinzelt bei Dateimanagern zu finden. PC-Tools für Windows 3.0 Dateimanager / XTree für Windows 4.0 verfügt über ein eigenes SFX-Datenkompressionsformat.

## Nachentwicklungen

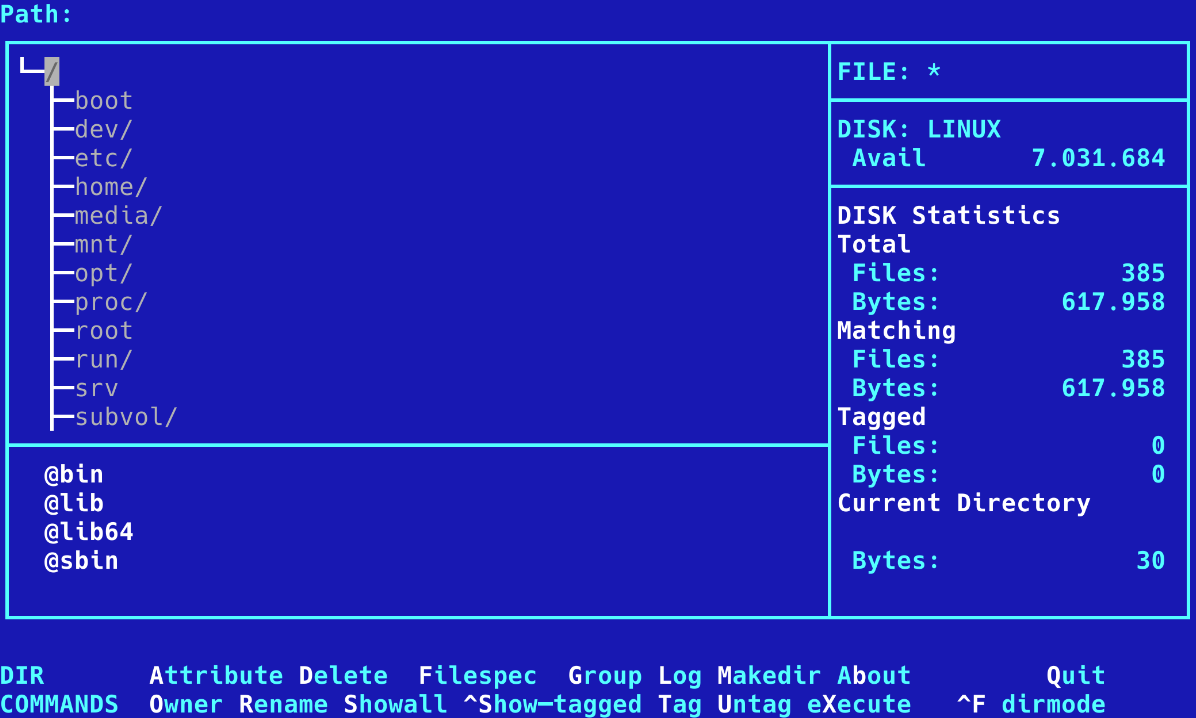
Ytree unter Linux

Es gibt die als Shareware vertriebenen Nachentwicklungen XFile und ZTreeWin sowie die Freeware eXtreme. Unter Linux existiert eine XTree-Umsetzung mit Namen Ytree.